# Sajópálfala, Borsod-Abaúj-Zemplén
Sajópálfala este un sat în districtul Miskolc, județul Borsod-Abaúj-Zemplén, Ungaria, având o populație de 774 de locuitori (2011). 

## Demografie
Componența etnică a satului Sajópálfala
     Maghiari (92,3%)
     Ruteni (7,7%)
Componența confesională a satului Sajópálfala
     Romano-catolici (35,14%)
     Greco-catolici (28,29%)
     Reformați (8,4%)
     Fără religie (3,49%)
     Necunoscută (24,03%)
     Atei (0,65%)
Conform recensământului din 2011, satul Sajópálfala avea 774 de locuitori. Din punct de vedere etnic, majoritatea locuitorilor (92,3%) erau maghiari, cu o minoritate de ruteni (7,7%). Nu există o religie majoritară, locuitorii fiind romano-catolici (35,14%), greco-catolici (28,29%), reformați (8,4%) și persoane fără religie (3,49%). Pentru 24,03% din locuitori nu este cunoscută apartenența confesională.